# John R. Thornton
John R. Thornton (White Castle, 1846. augusztus 25. – Alexandria, 1917. december 28.) az Amerikai Egyesült Államok szenátora (Louisiana, 1910–1915).